# Sikorsky R-5
De Sikorsky R-5 (ook bekend als: H-5, S-48, S-51 en VS-327) was een  helikopter die werd geproduceerd door Sikorsky Aircraft Corporation. Het toestel was onder andere in gebruik bij diverse onderdelen van het Amerikaanse leger. Maar ook bij de Nederlandse Marine Luchtvaartdienst. De eerste vlucht was op 18 augustus 1943. Er zijn 357 exemplaren gemaakt.

## Ontwikkeling en historie
De R-5 was de opvolger van de R-4 met een grotere rotor, langere romp, meer laadvermogen en een hogere snelheid. De eerste vlucht was op 18 augustus 1943. In maart 1944 bestelde het Amerikaanse leger 26 toestellen en in februari 1945 werd het eerste exemplaar afgeleverd. De eerste indrukken waren goed en er een vervolgopdracht volgde voor nog eens 100 stuks, deze kregen twee brancards voor het transport van gewonden. Er werden er slechts 34 geleverd.
Sikorsky ontwikkelde al snel een aangepaste versie van de R-5, die de type-aanduiding S-51 kreeg. Deze had een grotere rotordiameter, meer draagvermogen en een nieuw onderstel met drie wielen. Het eerste exemplaar maakte op 16 februari 1946 de eerste vlucht. Naast de piloot konden drie passagiers mee in de cabine, waarmee civiel gebruik mogelijk werd. Het was ook de eerste helikopter die aan een commerciële gebruiker werd verkocht. De eerste civiele klant was Los Angeles Helicopter Airway, deze kocht vijf exemplaren voor het vervoer van passagiers en post. Op 1 oktober 1947 begonnen ze te vliegen en in 1954 werden ze pas vervangen.
In 1947 stuurde Sikorsky een toestel naar de Amerikaanse marine met vier burgers als bemanning. Op 9 februari 1947 werd de eerste succesvolle reddingsoperatie uitgevoerd, waarbij de bemanning van een Curtiss SB2C Helldiver uit zee werd gered. In december 1947 deed de USMC ook een test met de helikopter. Vijf helikopters vervoeren 66 mariniers van schepen naar de kust. In de Koreaanse oorlog werden ze ingezet voor observatievluchten en opsporings- en reddingsacties, ook achter vijandelijke linies. Ze werden ook gebruikt voor het gewondentransport. Na de oorlog nam het leger afscheid van de helikopter, veel werden er gekocht door Sikorsky die ze ombouwde voor civiele doeleinden.
In Groot-Brittannië begon Westland Aircraft in 1946 met de productie van de Westland-Sikorsky WS-51 Dragonfly voor de Royal Navy en de Royal Air Force. De Dragonfly kreeg een Alvis Leonides motor met een vermogen van 500 pk. In totaal werden 159 WS-51 Dragonfly helikopters gebouwd. Sikorsky maakte er 220, waarmee het totaal komt op 379.

## S-51 in Nederland
De S-51 PH-HAA was de allereerste helikopter met een Nederlandse registratie. Deze werd in 1947 gekocht door een consortium van bedrijven en ministeries om de mogelijkheden te onderzoeken. In 1951 werd deze S-51 gekocht voor de Marine Luchtvaartdienst. Het werd knalgeel geschilderd en het toestel kreeg de registratie 8-1/H-1 en de naam "Jezebel". Het wordt geplaatst op het vliegdekschip Karel Doorman. Bij de watersnoodramp in Zeeland in februari 1953 maakte het toestel veel reddingsvluchten. In 1954 verhuisd het naar Vliegkamp Valkenburg. In 1959 werd het uit dienst genomen en verkocht. In het Aviodrome staat een Britse Dragonfly geschilderd als de "Jezebel".

## Fotogalerij

Tekening Sikorsky R-5
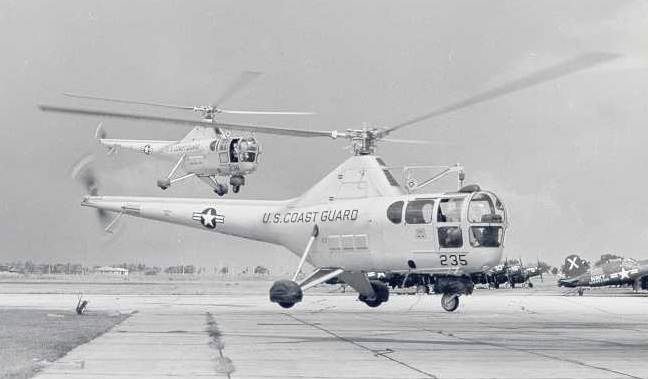
H-5 Helicopter tijdens de landing (1949)
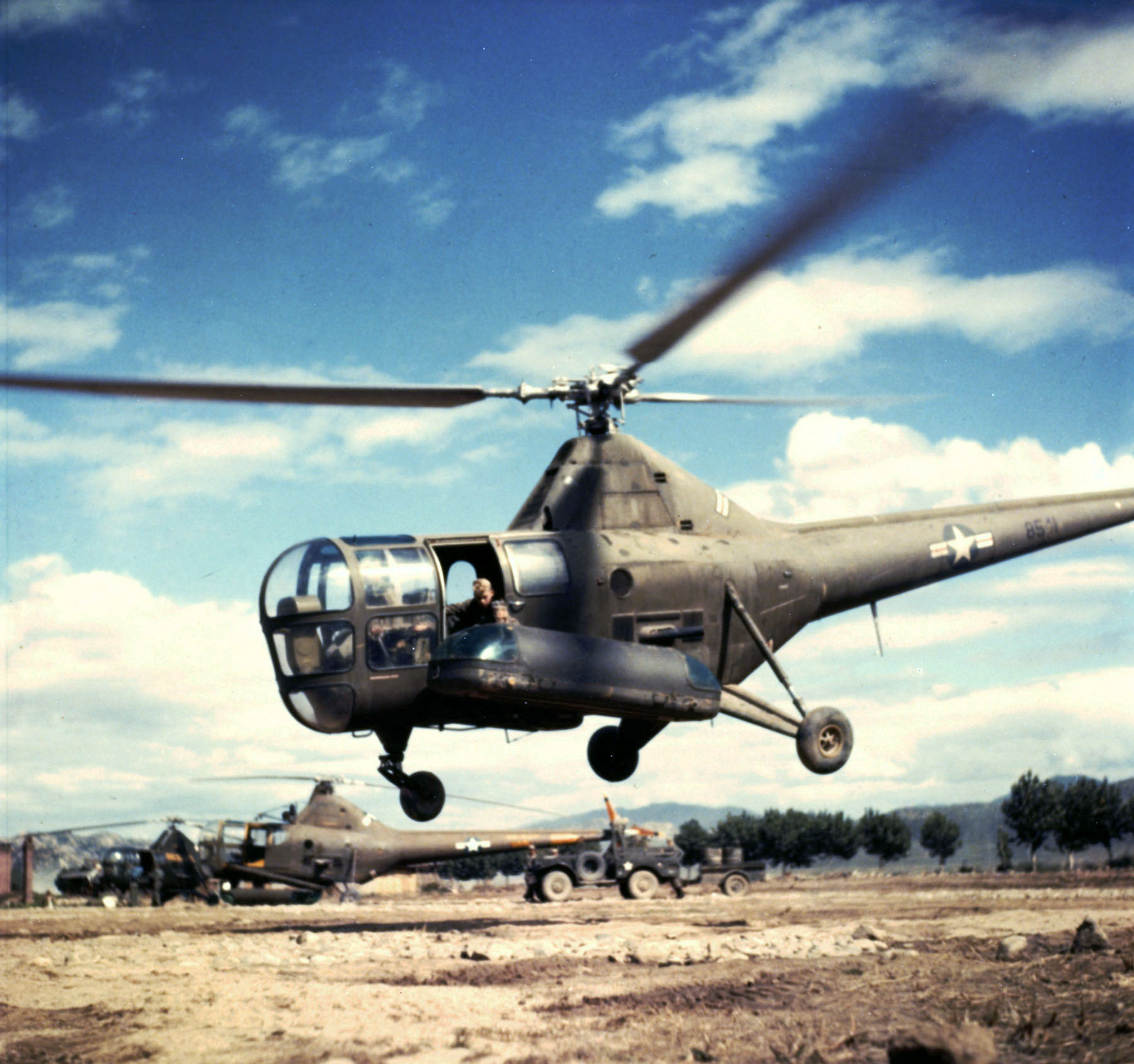
Vlucht met gewonden
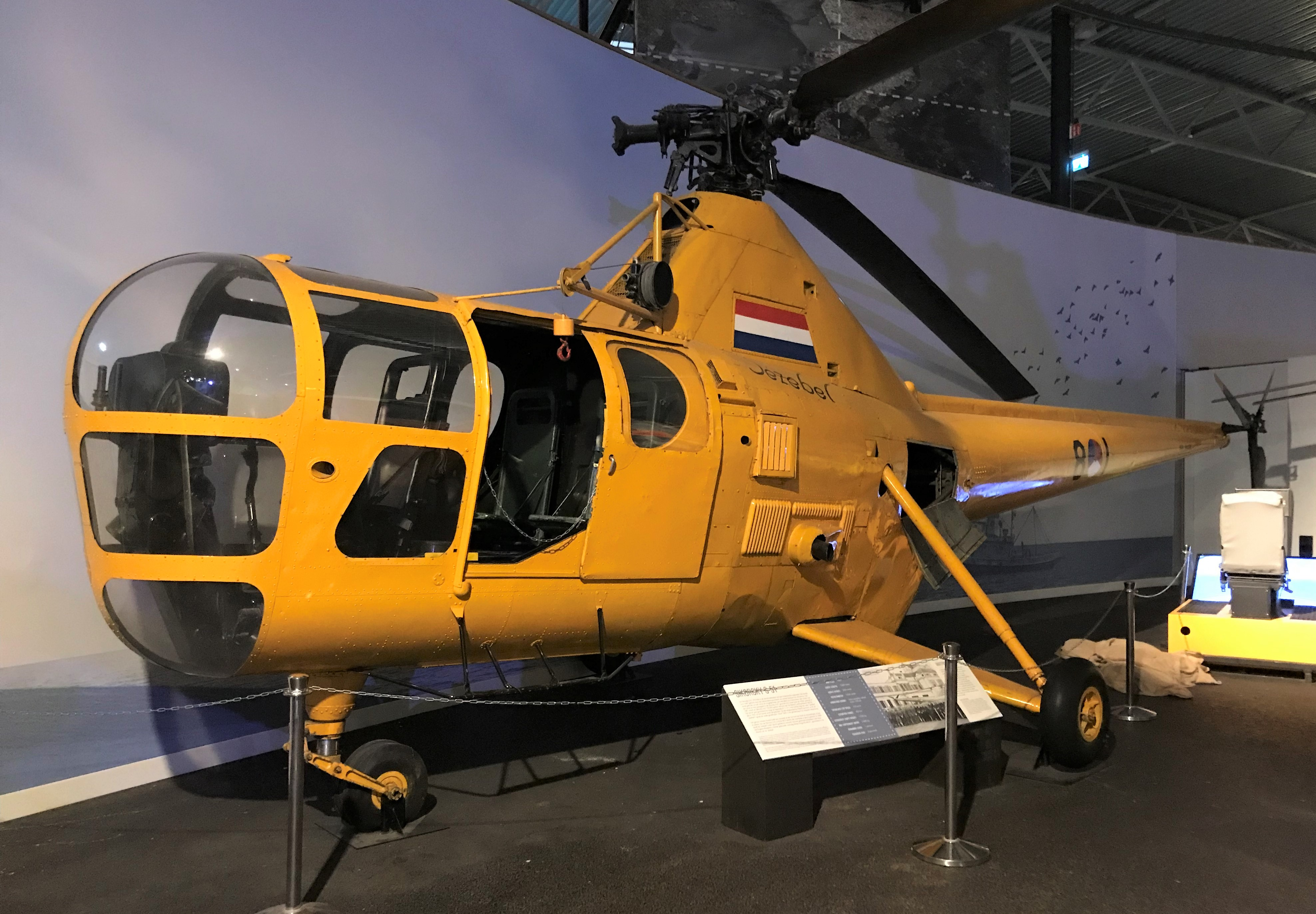
Nederlandse S-51 van de MLD in het Aviodrome

## Naslagwerk
- Geldhof, Nico Sikorsky S-51 Uitgeverij Geromy (2009) ISBN 9789080498143